# Matthew Lawrence
Matthew William Lawrence (soms Matt Lawrence) (Abington, Pennsylvania, Verenigde Staten, 11 februari 1980) is een Amerikaans acteur en komiek.

## Biografie
Lawrence heeft twee acterende broers, Joey Lawrence (tegenwoordig Joseph of Joe Lawrence) en Andrew (Andy) Lawrence. Voor zijn geboorte veranderde de familie hun achternaam van Mignogna in Lawrence. Hij verscheen voor het eerst op tv in de serie Dynasty als de jonge Danny Carrington Jr.. Lawrence  zong in Brotherly Love (1995) het nummer Silent Night. Hij heeft een zangleraar, die zowel hem als zijn broer Joey alsook Clint Black les geeft.
In februari 2002 studeerde hij af aan de University of Southern California (USC). Hij houdt van dieren en hoopt ooit zoöloog te worden.